# Jaromír Machač
Jaromír Machač (13. června 1923 Německý Brod – 21. května 2007 Praha) byl český a československý odbojář, generál, politik Komunistické strany Československa a poslanec České národní rady a Sněmovny národů Federálního shromáždění na počátku normalizace.

## Biografie
Jeho rodiče byli aktivní v KSČ, otec v komunistické tělovýchově, matka jako novinářka. Za druhé světové války byl Jaromír Machač aktivní v odboji, ve věku 16 let emigroval do SSSR, kde se zapojil do tamních československých jednotek (patřil mezi blízké spolupracovníky Ludvíka Svobody) a probojoval se s nimi až na území Československa. Po válce se stal vojákem z povolání. Ve věku 35 let již byl generálmajorem (jedním z nejmladších v československé armádě), od roku 1968 měl hodnost generálporučíka.
K roku 1969 se uvádí bytem Praha, původní profesí dělník. Absolvoval Vojenskou politickou akademii Klementa Gottwalda, Ústřední politickou školu při ÚV KSČ a Vyšší akademický kurz při Vojenské politické akademii V. I. Lenina. Byl nositelem 16 československých, sovětských a polských řádů, vyznamenání a medailí. Byl členem Ústředního výboru Socialistické akademie. V období 30. leden 1969 – 20. únor 1973 vedl v hodnosti generálporučíka Vojenskou kancelář prezidenta Československé socialistické republiky.
Po provedení federalizace Československa usedl v lednu 1969 i do Sněmovny národů Federálního shromáždění. Do federálního parlamentu ho nominovala Česká národní rada, kde rovněž zasedal. Ve FS setrval do konce funkčního období, tedy do voleb roku 1971.

## Vyznamenání
- Československý válečný kříž 1939
- Československá medaile Za chrabrost před nepřítelem
- Československá vojenská medaile za zásluhy, II. stupeň
- Pamětní medaile československé armády v zahraničí , se štítkem SSSR
- Sokolovská pamětní medaile, 1948
- Řád 25. února, 1949
- Dukelská pamětní medaile, 1959
- Pamětní medaile k 20. výročí osvobození ČSSR
- Medaile Za osvobození Prahy, SSSR
- Medaile za vítězství nad Německem ve Velké vlastenecké válce 1941–1945, SSSR
- Medaile Za službu vlasti
- Vyznamenání Za zásluhy o obranu vlasti
- Vyznamenání Za zásluhy o výstavbu
- Řád rudé hvězdy
- Řád práce
- Řád rudé zástavy
- Řád Vítězného února
- Pamětní medaile k 25. výročí Vítězného února
- Jubilejní medaile 20. výročí vítězství ve Velké vlastenecké válce 1941–1945, (SSSR)
- Jubilejní medaile 30. výročí vítězství ve Velké vlastenecké válce 1941–1945, (SSSR)
- Medaile bratrství ve zbrani, Polsko